# Чепурных, Николай Иванович
Николай Иванович Чепурных — советский хозяйственный, государственный и политический деятель, Герой Социалистического Труда.

## Биография
Родился в 1940 году в селе Дмитриевка. Член КПСС.
С 1957 года — на хозяйственной, общественной и политической работе. В 1957—1997 гг. — строитель в Губкине, транспортный рабочий, бригадир монтёров пути строительно-монтажного поезда № 234 управления строительства «Печорстрой» Министерства транспортного строительства СССР в Коми АССР.
За высокую эффективность и качество работы на основе широкого применения передового производственного опыта в строительстве и промышленности строительных материалов был в составе коллектива удостоен Государственной премии СССР за выдающиеся достижения в труде 1979 года.
Указом Президиума Верховного Совета СССР от 19 марта 1981 года присвоено звание Героя Социалистического Труда с вручением ордена Ленина и золотой медали «Серп и Молот».
Почётный гражданин города Печоры.
Живёт в Разумном Белгородского района.